# Драфт НБА 1984
 Драфт НБА 1984 став 38-м щорічним драфтом Національної баскетбольної асоціації. Драфт проходив 19 червня 1984 року в Фелт-форумі арени «Медісон-сквер-гарден» в Нью-Йорку. Його транслював у США канал USA Network. На цьому драфті 23 команди НБА вибирали студентів коледжів та інших гравців, які мали право брати участь у драфті, у тому числі іноземців. Клуб «Х'юстон Рокетс» виграв вкидання монети та отримав право першого вибору в той час, як «Портленд Трейл Блейзерс», що отримав право вибору в першому раунді від «Індіани Пейсерс», вибирав другим. Більшість фахівців сходяться на думці, що цей драфт вніс найістотніші зміни у філософію баскетболу та розвиток цього виду спорту.

## Вибір

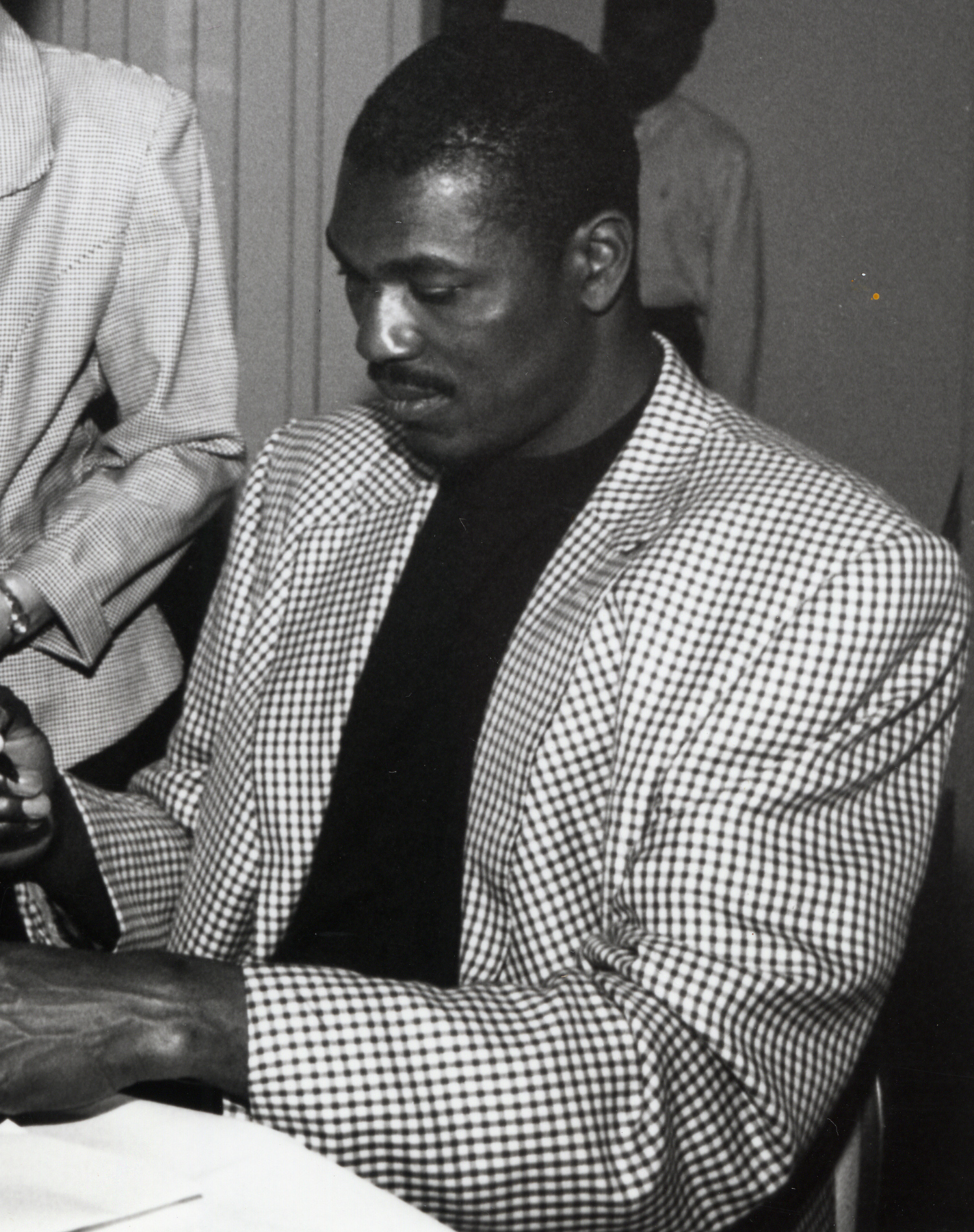
Акім Оладжувон, якого вибрали під першим номером «Х'юстон Рокетс».

«Х'юстон Рокетс» використав перший пік для вибору центрового Акіма Оладжувона, третьокурсника з Х'юстонського Університету. Оладжувон, нігерієць за походженням, став другим іноземним гравцем обраним під першим номером, після Майкла Томпсона з Багамських островів 1978 року. «Портленд Трейл Блейзерс» використав другий пік для вибору Сема Боуї з Університету Кентуккі. «Чикаго Буллз» під третім піком вибрав гравця року NCAA Майкла Джордана з Університету Північної Кароліни. Джордан став Новачком Року, також його обрали до Другої символічної збірної НБА у своєму дебютному сезоні. Товариша по команді Джордана в Північній Кароліні, Сема Перкінса, обрали під четвертим номером «Даллас Маверікс». Чарльза Барклі, третьокурсника з Університету Оберна, задрафтувала п'ятим «Філадельфія 76».

Оладжувон, Джордан та Барклі, поряд з обраним під 16 номером, Джоном Стоктоном, стали членами Баскетбольного Залу слави імені Нейсміта. Вони також потрапили до списку 50 найвидатніших гравців в історії НБА, під час святкування 50-річчя ліги 1996 року. Майкл Джордан, Чарльз Барклі і Джон Стоктон стали чемпіонами Олімпіади-1992 у складі легендарної «Дрім тім».

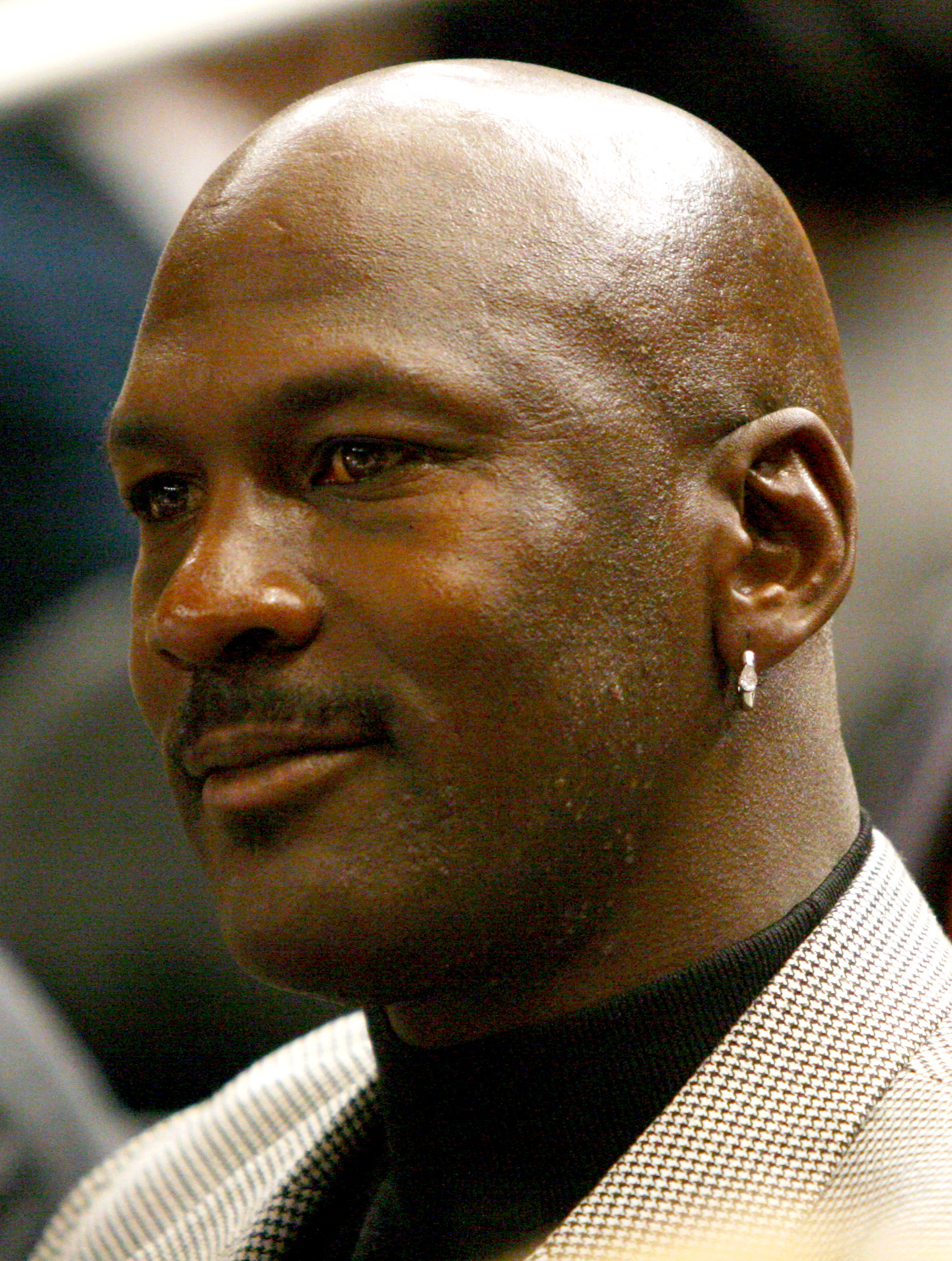
Майкл Джордан, якого обрали під 3-м піком «Чикаго Буллз».

Досягнення Оладжувона включають в себе дві перемоги в чемпіонаті НБА, два титули найціннішого гравця фіналу, титул Найціннішого гравця чемпіонату НБА, премія оборонний гравець року НБА, дванадцять разів входив до символічних збірних НБА, 12 разів обирався для участі в Матчі всіх зірок та дев'ять разів включався в символічну Оборонну збірну НБА. Оладжувон — лідер НБА за кількістю блокшотів у регулярному чемпіонаті (3830). Майкл Джордан, якого вважають найкращим гравцем в історії баскетболу, шість разів ставав чемпіоном НБА, п'ять разів визнавався MVP чемпіонату, 10 сезонів фінішував на першому місці за кількістю набраних очок, 14 разів обирався для участі у Матчі всіх зірок. Барклі та Стоктон ніколи не вигравали чемпіонат НБА, але обидва завоювали численні нагороди та встановили безліч досягнень. Барклі виграв титул найціннішого гравця 1993 року, 11 разів входив до символічних збірних НБА і 11 разів обирався для участі у Матчі всіх зірок. Стоктон 11 разів включався в символічні збірні НБА, 10 разів обирався для участі у Матчі всіх зірок і 5 разів входив до символічної оборонної збірної НБА. Джон, віддавши 15806 передач, є лідером НБА за кількістю результативних передач та перехоплень.

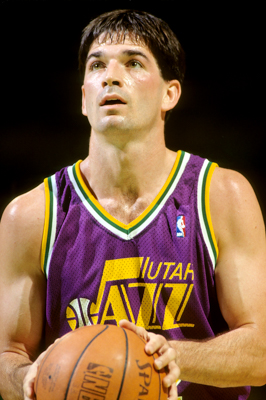
Джон Стоктон обраний під 16-м піком «Юта Джаз».

Драфт 1984 вважають одним з найкращих в історії НБА, чотири гравці з тих, що брали участь в драфті, стали членами Залу Слави і сім гравців обиралися для участі у Матчі всіх зірок. Поряд з тим, вибір Портлендом Сема Боуї під другим номером, вважають одним з найбільших провалів в історії драфтів НБА. Існує думка, що Блейзерс вибрали Боуї замість Майкла Джордана, бо вони вже мали у складі Клайда Дрекслера, який успішно грав на аналогічній позиції. Кар'єра Боуї була перервана травмами; він пропустив два сезони з трьох під час його навчання в коледжі. Незважаючи на 10-річну кар'єру в НБА і набрані в середньому 10,9 очок і 7,5 підбирань за гру, Боуї  п'ять разів оперувався, провівши всього 139 ігор за 5 років в Портленді.
26-річний Оскар Шмідт був задрафтований клубом НБА «Нью-Джерсі Нетс», але, попри низку пропозицій виступати за американські клуби, відмовився їхати грати в США, оскільки в цьому випадку він втрачав свій аматорський статус і не зміг би виступати за збірну Бразилії (до 1989 року гравці НБА, як професіонали, не могли виступати за свої збірні). Він залишився грати в Італії, а потім у Бразилії. Брав участь у п'яти Олімпіадах і був найкращим бомбардиром у трьох з них. Шмідт закінчив свою кар'єру з 49 703 набраними очками за різні клуби та збірну Бразилії, більше, ніж лідер НБА за кількістю набраних очок, Карім Абдул-Джаббар, який набрав 38387 очка за свою кар'єру в НБА.

## Драфт
| Позиції. | G        | F       | C         |
| Позиція  | Захисник | Форвард | Центровий |

| ^ | Позначає гравців, обраних у Баскетбольну залу слави Нейсміта                                                        |
| * | Позначає гравців, які взяли участь принаймні в одній грі матчу всіх зірок НБА і потрапили до Збірної всіх зірок НБА |
| + | Позначає гравців, які взяли участь принаймні в одній грі матчу всіх зірок НБА                                       |
| # | Позначає гравців, які жодного разу не грали в регулярному сезоні НБА або плей-оф                                    |

| Раунд | Вибір | Гравець              | Поз. | Громадянство      | Команда НБА                                                    | Коледж/Клуб                   |
| ----- | ----- | -------------------- | ---- | ----------------- | -------------------------------------------------------------- | ----------------------------- |
| 1     | 1     | Акім Оладжувон^ 1[›] | C    | Нігерія · США2[›] | Х'юстон Рокетс                                                 | Х'юстон (Дж.)                 |
| 1     | 2     | Сем Боуї             | C    | США               | Портленд Трейл-Блейзерс (від Індіана)[d]                       | Кентуккі (Ср.)                |
| 1     | 3     | Майкл Джордан^       | G/F  | США               | Чикаго Буллз                                                   | Північна Кароліна (Дж.)       |
| 1     | 4     | Сем Перкінс          | F/C  | США               | Даллас Маверікс (від Клівленд)[e]                              | Північна Кароліна (Ср.)       |
| 1     | 5     | Чарльз Барклі^       | F    | США               | Філадельфія Севенті-Сіксерс (від ЛА Кліпперс)[f]               | Оберн (Дж.)                   |
| 1     | 6     | Мелвін Терпін        | C    | США               | Вашингтон Буллетс (проданий у Клівленд)[a]                     | Кентуккі (Ср.)                |
| 1     | 7     | Елвін Робертсон*     | G    | США               | Сан-Антоніо Сперс                                              | Арканзас (Ср.)                |
| 1     | 8     | Ланкастер Гордон     | G    | США               | Лос-Анджелес Кліпперс (від Голден-Стейт)[g]                    | Луїсвілл (Ср.)                |
| 1     | 9     | Отіс Торп+           | F/C  | США               | Канзас-Сіті Кінґс                                              | Провіденс (Ср.)               |
| 1     | 10    | Ліон Вуд             | G    | США               | Філадельфія Севенті-Сіксерс (від Денвер)[h]                    | Кал Стейт Фуллертон (Ср.)     |
| 1     | 11    | Кевін Вілліс*        | F/C  | США               | Атланта Гокс                                                   | Мічиган Стейт (Ср.)           |
| 1     | 12    | Тім Маккормік        | C    | США               | Клівленд Кавальєрс3[›] (проданий у Сіетл)[a]                   | Мічиган (Ср.)4[›]             |
| 1     | 13    | Джей Гамфріс         | G    | США               | Фінікс Санз                                                    | Колорадо (Ср.)                |
| 1     | 14    | Майкл Кейдж          | F/C  | США               | Лос-Анджелес Кліпперс (від Сіетл)[i]                           | Сан-Дієго Стейт (Ср.)         |
| 1     | 15    | Теренс Стенсбері     | G    | США               | Даллас Маверікс                                                | Темпл (Ср.)                   |
| 1     | 16    | Джон Стоктон^        | G    | США               | Юта Джаз                                                       | Гонзага (Ср.)                 |
| 1     | 17    | Джефф Тернер         | F/C  | США               | Нью-Дже́рсі Нетс                                                | Вандербілт (Ср.)              |
| 1     | 18    | Верн Флемінг         | G    | США               | Індіана Пейсерз (від Нью-Йорк)[j]                              | Джорджия (Ср.)                |
| 1     | 19    | Бернард Томпсон      | G/F  | США               | Портленд Трейл-Блейзерс                                        | Фресно Стейт (Ср.)            |
| 1     | 20    | Тоні Кемпбелл        | G/F  | США               | Детройт Пістонс                                                | Огайо Стейт (Ср.)             |
| 1     | 21    | Кенні Філдс          | G/F  | США               | Мілвокі Бакс                                                   | УКЛА (Ср.)                    |
| 1     | 22    | Том С'ювелл          | G    | США               | Філадельфія Севенті-Сіксерс (проданий у Вашингтон)[b]          | Lamar (Ср.)                   |
| 1     | 23    | Ерл Джоунс           | C    | США               | Лос-Анджелес Лейкерс                                           | УОК (Ср.)                     |
| 1     | 24    | Майкл Янг            | G/F  | США               | Бостон Селтікс                                                 | Х'юстон (Ср.)                 |
| 2     | 25    | Девін Дюррант        | F    | США               | Індіана Пейсерз                                                | Браєм Янг (Ср.)               |
| 2     | 26    | Віктор Флемінг#      | G    | США               | Портленд Трейл-Блейзерс (від Чикаго через Індіана)[k]          | Зав'єр (Ср.)                  |
| 2     | 27    | Рон Андерсон         | G/F  | США               | Клівленд Кавальєрс                                             | Фресно Стейт (Ср.)            |
| 2     | 28    | Корі Блеквелл        | F    | США               | Сіетл Суперсонікс (від Х'юстон)[l]                             | Вісконсін (Дж.)               |
| 2     | 29    | Стюарт Грей          | F/C  | США · Панама5[›]  | Індіана Пейсерз (від ЛА Кліпперс через Філадельфія)[m]         | УКЛА (Дж.)                    |
| 2     | 30    | Стів Бертт           | G    | США               | Голден-Стейт Ворріорс (від Вашингтон)[n]                       | Іона (Ср.)                    |
| 2     | 31    | Джей Мерфі           | F    | США               | Голден-Стейт Ворріорс (проданий у ЛА Кліпперс)[c]              | Бостонський коледж (Ср.)      |
| 2     | 32    | Ерік Тернер#         | G    | США               | Детройт Пістонс (від Сан-Антоніо)[o]                           | Мічиган (Дж.)                 |
| 2     | 33    | Стів Колтер          | G    | США               | Портленд Трейл-Блейзерс (від Денвер)[p]                        | Нью-Мексико Стейт (Ср.)       |
| 2     | 34    | Тоні Костнер#        | C    | США               | Вашингтон Буллетс (від Канзас-Сіті через Детройт і Атланта)[q] | Сейнт Джозефс (Ср.)           |
| 2     | 35    | Отелл Вілсон         | G    | США               | Голден-Стейт Ворріорс (від Атланта)[r]                         | Вірджинія (Ср.)               |
| 2     | 36    | Чарльз Джоунс        | F    | США               | Фінікс Санз                                                    | Луїсвілл (Ср.)                |
| 2     | 37    | Бен Коулмен          | F    | США               | Чикаго Буллз (від Сіетл через Атланта і Канзас-Сіті)[s]        | Меріленд (Ср.)                |
| 2     | 38    | Чарлі Сіттон         | F    | США               | Даллас Маверікс                                                | Орегон Стейт (Ср.)            |
| 2     | 39    | Денні Янг            | G    | США               | Сіетл Суперсонікс (від Нью-Джерсі)[t]                          | Вейк Форест (Ср.)             |
| 2     | 40    | Ентоні Тічі#         | F    | США               | Даллас Маверікс (від Юта)[u]                                   | Вейк Форест (Ср.)             |
| 2     | 41    | Том Слабі            | G    | США               | Даллас Маверікс (від Нью-Йорк через Нью-Джерсі)[v]             | Нотр-Дам (Ср.)                |
| 2     | 42    | Віллі Вайт           | G    | США               | Денвер Наггетс (від Портленд)[w]                               | Чаттануга (Ср.)               |
| 2     | 43    | Грег Вілчер#         | C    | Канада            | Чикаго Буллз (від Детройт через Індіана і Канзас-Сіті)[x]      | Вікторія (Канада) (Ср.)       |
| 2     | 44    | Фред Рейнолдс#       | F    | США               | Вашингтон Буллетс (від Мілвокі)[y]                             | УТЕП (Ср.)                    |
| 2     | 45    | Гарі Пламмер         | F/C  | США               | Голден-Стейт Ворріорс (від Філадельфія Севенті-Сіксерс)[z]     | Бостонський університет (Ср.) |
| 2     | 46    | Джером Керсі         | F    | США               | Портленд Трейл-Блейзерс (від ЛА Лейкерс)[aa]                   | Лонгвуд (Ср.)                 |
| 2     | 47    | Ронні Вільямс#       | F    | США               | Бостон Селтікс                                                 | Флорида (Ср.)                 |

### Помітні гравці, вибрані після другого раунду
Цих гравців на драфті НБА 1985 вибрали після другого раунду, але вони зіграли в НБА принаймні одну гру.
| Раунд | Вибір | Гравець           | Поз. |          | Команда НБА                         | Коледж/Клуб               |
| ----- | ----- | ----------------- | ---- | -------- | ----------------------------------- | ------------------------- |
| 3     | 50    | Бен Макдональд    | F    | США      | Клівленд Кавальєрс                  | УК Ірвайн (Ср.)           |
| 3     | 51    | Джим Пітерсен     | F/C  | США      | Х'юстон Рокетс                      | Міннесота (Ср.)           |
| 3     | 57    | Джо Бініон        | F    | США      | Сан-Антоніо Сперс (від Денвер)[ab]  | North Carolina A&T (Ср.)  |
| 3     | 61    | Джефф Кросс       | F    | США      | Даллас Маверікс                     | Мен (Ср.)                 |
| 3     | 62    | Девід Поуп        | F    | США      | Юта Джаз                            | Норфолк Стейт (Ср.)       |
| 3     | 68    | Бутч Грейвс       | G    | США      | Філадельфія Севенті-Сіксерс         | Єль (Ср.)                 |
| 3     | 70    | Рік Карлайл       | G    | США      | Бостон Селтікс                      | Вірджинія (Ср.)           |
| 4     | 71    | Ральф Джексон     | G    | США      | Індіана Пейсерз                     | УКЛА (Ср.)                |
| 4     | 76    | Джим Грендголм    | F    | США      | Вашингтон Буллетс                   | Південна Флорида (Ср.)    |
| 4     | 80    | Карл Генрі        | G    | США      | Канзас-Сіті Кінґс                   | Канзас (Ср.)              |
| 4     | 86    | Джим Ровінскі     | F    | США      | Юта Джаз                            | Пердью (Ср.)              |
| 4     | 87    | Боб Торнтон       | F/C  | США      | Нью-Йорк Нікс                       | УК Ірвайн (Ср.)           |
| 4     | 90    | Озелл Джоунс      | F/C  | США      | Сан-Антоніо Сперс (від Мілвокі)[ac] | Кал Стейт Фуллертон (Ср.) |
| 6     | 120   | Маккінлі Сінглтон | G    | США      | Мілвокі Бакс (від Х'юстон)[ad]      | УАБ (Ср.)                 |
| 6     | 131   | Оскар Шмідт^ #    | G/F  | Бразилія | Нью-Дже́рсі Нетс                     | Юве Казерта (Italy)       |
| 6     | 133   | Едді Лі Вілкінс   | F/C  | США      | Нью-Йорк Нікс                       | Гарднер-Вебб (Ср.)        |
| 7     | 140   | Кентон Еделін     | F    | США      | Індіана Пейсерз                     | Вірджинія (Ср.)           |
| 7     | 156   | Кен Банністер     | F/C  | США      | Нью-Йорк Нікс                       | Святого Августина (Ср.)   |
| 9     | 185   | Браян Мартін      | F    | США      | Індіана Пейсерз                     | Канзас (Ср.)              |

1. ↑  Громадянство означає національну збірну гравця, або яку країну він представляє. Якщо гравець не грав на міжнародному рівні, тоді цей пункт означає за збірну якої країни він може грати за правилами FIBA.

## Угоди щодо драфт-піків

### Угоди під час драфту
У день драфту відбулись такі угоди між командами щодо вибраних гравців:
- a 1 2  В результаті тристороннього обміну Клівленд придбав драфтові права на шостий драфт-пік Мелвіна Терпіна від Вашингтон, Вашингтон придбав Cliff Robinson від Клівленда і Gus Williams від Сіетла, а Сіетл придбав Рікі Соберса від Вашингтона і драфтові права на 12-й драфт-пік Тіма Маккорміка від Клівленда.
- b  Вашингтон придбав драфтові права на 22-й драфт-пік Тома С'юелла від Філадельфії в обмін на драфт-пік першого раунду 1988 року.
- c  ЛА Кліпперс придбав драфтові права на 31-й драфт-пік Джея Мерфі від Голден-Стейт в обмін на Джерома Вайтгеда.

### Угоди перед драфтом
До дня драфту відбулись такі угоди між командами щодо вибраних гравців:
- d  5 червня 1981, Портленд придбав драфт-пік першого раунду від Індіани в обмін на Тома Оуенса.[23] Портленд вибрав цей драфт-пік, щоб вибрати Сема Боуї.
- e  16 вересня 1980, Даллас придбав драфт-пік першого раунду від Клівленда в обмін на Майка Братза.[24] Даллас використав цей драфт-пік, щоб вибрати Сема Перкінса.
- f  12 жовтня 1978, Філадельфія придбала драфт-пік першого раунду від ЛА Кліпперс (як Сан-Дієго) в обмін на Ворлд Бі Фрі.[25][26] Філадельфія використала цей драфт-пік щоб вибрати Чарльза Барклі.
- g  28 серпня 1980, ЛА Кліпперс (як Сан-Дієго) придбали Філа Сміта і драфт-пік першого раунду від Голден-Стейт в обмін на World B. Free.[25][26] ЛА Кліпперс використали драфт-пік, щоб вибрати Ланкастера Гордона.
- h  16 серпня 1978, Філадельфія придбала Боббі Джоунса, Ральфа Сімпсона і драфт-пік першого раунду від Денвера в обмін на Джорджа Макгінніса і драфт-пік першого раунду 1978 року.[27] Філадельфія використала цей драфт-пік, щоб вибрати Ліона Вуда.
- i  18 серпня 1983, ЛА Кліпперс (як Сан-Дієго) придбали Джеймса Дональдсона, Грега Кеслера, Марка Редфорда, драфт-пік першого раунду і драфт-пік другого раунду 1985 року від Сіетла в обмін на Тома Чемберса, Ала Вуда, драфт-пік третього раунду і драфт-пік другого раунду 1987 року.[25][28] ЛА Кліпперс використали драфт-пік, щоб вибрати Майкла Кейджа.
- j  17 вересня 1983, Індіана придбала Вінса Тейлора драфт-пік першого раунду від Нью-Йорка внаслідок тристороннього обміну за участю Нью-Йорка і Канзас-Сіті.[29] Індіана використала цей драфт-пік, щоб вибрати Vern Fleming.
- k  18 серпня 1983, Портленд придбав драфт-пік другого раунду від Індіани в обмін на Гренвілла Вейтерса.[30] Перед цим Індіана придбала драфтові права на Сідні Лоу і драфт-пік 28 червня 1983 від Чикаго в обмін на драфтові права на Мітчелла Віггінса.[31] Портленд вибрав цей драфт-пік, щоб вибрати Віктора Флемінга.
- l  5 жовтня 1982, Сіетл придбав драфт-пік другого раунду від Х'юстон в обмін на Воллі Вокера.[32] Сіетл використав цей драфт-пік, щоб вибрати Корі Блеквелла.
- m  15 лютого 1983, Індіана придбала Расса Шене драфт-пік другого раунду і драфт-пік першого раунду 1983 року від Філадельфія в обмін на Клемона Джонсона і драфт-пік третього раунду.[33] Перед тим Філадельфія придбала драфт-пік і драфт-пік четвертого раунду 1983 року 27 жовтня 1982, від ЛА Кліпперс (як Сан-Дієго) в обмін на Ліонела Голлінса.[25][34] Індіана використала драфт-пік, щоб вибрати Стюарта Грея.
- n  19 жовтня 1981, Голден Стейт придбав драфт-піки в другому раунді 1982 і 1984 років від Вашингтон в обмін на Джона Лукаса.[35] Голден-Стейт використав цей драфт-пік, щоб вибрати Стіва Бертта.
- o  10 лютого 1983, Детройт придбав драфт-пік другого раунду і драфт-пік третього раунду 1985 від Сан-Антоніо в обмін на Едгара Джоунса.[36][37] Детройт використав цей драфт-пік, щоб вибрати Еріка Тернера.
- p  15 серпня 1980, Портленд придбав драфт-пік другого раунду і драфт-пік першого раунду 1983 року від Денвера в обмін на Ті Ар Данна і драфт-пік першого раунду 1983 року.[38] Портленд вибрав цей драфт-пік, щоб вибрати Стіва Колтера.
- q  5 липня 1983, Вашингтон придбав Тома Макміллена і драфт-пік другого раунду від Атланти в обмін на Ренді Віттмена.[39] Перед тим Атланта придбала драфт-пік і драфт-пік другого раунду 1985 року 13 лютого 1983, від Детройта внаслідок тристороннього обміну за участю Детройта і Сіетла.[36][40] Перед тим Детройт придбав драфт-пік другого раунду 1982 року 26 серпня 1981, від Канзас-Сіті в обмін на Ларрі Дру.[36][41] Вашингтон використали цей драфт-пік, щоб вибрати Тоні Костнера.
- r  15 лютого 1983, Голден Стейт придбав драфт-пік другого раунду від Атланти в обмін на Рікі Брауна.[42] Голден-Стейт використав цей драфт-пік, щоб вибрати Отелла Вілсона.
- s  28 червня 1983, Чикаго придбав драфтові права на Енніса Вотлі, драфтові права на Кріса Макнілі і драфт-пік другого раунду від Канзас-Сіті в обмін на Марка Олбердінга і драфтові права на Ларрі Мішо.[43] Перед тим Канзас-Сіті придбав драфт-пік 30 червня 1982, від Атланти в обмін на драфтові права на Джима Джонстоуна.[44] Перед тим Атланта придбала драфт-пік і драфт-пік другого раунду 1983 року 2 грудня 1980, від Сіетла в обмін на Армонда Гілла.[45] Чикаго використав цей драфт-пік, щоб вибрати Бена Коулмена.
- t  25 листопада 1981, Сіетл придбав Рея Толберта і драфт-пік другого раунду від Нью-Джерсі в обмін на Джеймса Бейлі.[46] Сіетл використав цей драфт-пік, щоб вибрати Денні Янга.
- u  11 вересня 1980, Даллас придбав драфт-пік другого раунду і драфт-пік другого раунду 1983 року від Юти в обмін на Біллі Маккінні.[47] Даллас використав цей драфт-пік, щоб вибрати Ентоні Тічі.
- v  12 серпня 1983, Даллас придбав Футса Вокера, драфт-пік другого раунду і драфт-пік першого раунду 1985 року від Нью-Джерсі в обмін на Келвіна Рансі.[48] Перед тим Нью-Джерсі придбав драфт-пік другого раунду 22 червня 1983 від Нью-Йорка в обмін на Лена Елмора.[49] Даллас використав цей драфт-пік, щоб вибрати Тома Слабі.
- w  7 червня 1984, Денвер придбав Вейна Купера, Лафаєтта Левера, Калвіна Нетта, драфт-пік другого раунду і драфт-пік першого раунду 1985 року від Портленда в обмін на Кікі Вандевеге.[50] Денвер використав цей драфт-пік, щоб вибрати Віллі Вайта.
- x  15 лютого 1984, Чикаго придбав Стіва Джонсона, драфт-пік другого раунду і два драфт-піки другого раунду 1985 року від Канзас-Сіті в обмін на Реджі Теуса.[51] Перед тим Канзас-Сіті придбав Біллі Найта і драфт-пік 17 вересня 1983 від Індіани внаслідок тристороннього обміну за участю Індіани і Нью-Йорка.[52][53] Перед тим Індіана придбала драфт-пік 22 вересня 1982 від Детройта в обмін на Тома Оуенса.[23] Чикаго використав цей драфт-пік, щоб вибрати Грега Вілчера.
- y  30 вересня 1983, Вашингтон придбав драфт-пік другого раунду від Мілвокі в обмін на Кевіна Гріві.[54] Вашингтон використав цей драфт-пік, щоб вибрати Фреда Рейнолдса.
- z  12 листопада 1983, Голден Стейт придбав драфт-пік другого раунду від Філадельфії в обмін на Сема Вільямса.[55] Голден-Стейт використав цей драфт-пік, щоб вибрати Гарі Пламмера.
- aa  8 жовтня 1980, Портленд придбав драфт-пік другого раунду від ЛА Лейкерс в обмін на Джима Бруера.[56] Портленд використав цей драфт-пік, щоб вибрати Джерома Керсі.
- ab  21 січня 1984, Сан-Антоніо придбав драфт-пік третього раунду від Денвера в обмін на Кіта Едмонсона.[57] Сан-Антоніо використав цей драфт-пік, щоб вибрати Джо Бініона.
- ac  8 березня 1984, Сан-Антоніо придбав драфт-пік четвертого раунду від Мілвокі як компенсацію за підписання Майка Данліві як вільного агента.[58] Сан-Антоніо використав цей драфт-пік, щоб вибрати Озелла Джоунса.
- ad  5 жовтня 1983, Мілвокі придбав драфт-пік шостого раунду від Х'юстона як компенсацію за підписання Філа Форда як вільного агента.[59] Мілвокі використав цей драфт-пік, щоб вибрати Маккінлі Сінглтона.

## Нотатки
^ 1: Коли Хакім Оладжувон вперше прибув у США 1981 року, його ім'я неправильно записали як «Акім». Він використовував це написання до 9 березня 1991, коли оголосив, що додасть спереду H і змінить на «Хакім», оригінальне арабське написання його імені.
^ 2: Хакім Оладжувон народився в Нігерії, але 1993 року став натуралізованим громадянином США. Він грав з збірну США.
^ 3: Як компенсацію за драфт-піки першого раунду, які передав попередній власник Тед Степ'єн, Клівленд Кавальєрс надано додаткові права вибору першого раунду на драфтах 1983, 1984, 1985 і 1986 років в обмін на грошову компенсацію.
^ 4: Незважаючи на те, що Тім Маккормік був старшокурсником, він мав ще один рік для коледжу, тому мусив подаватися на драфт завчасно.
^ 5: Стюарт Грей народився в Зоні Панамського каналу, яку контролювали США. Він грав за збірну Панами.